# بواديا
بلدية بواديا (بالإسبانية: Boadella) هي بلدية تقع في مقاطعة جرندة التابعة لمنطقة كتالونيا شمال شرق إسبانيا.

## الديموغرافيا
بلغ عدد سكان بلدية بواديا 253 نسمة عام 2011 (وفقاً للمعهد الوطني الإسباني للإحصاء).
| 220 | 227 | 219 | 234 | 230 | 233 | 253 |